# Marto (rapero)
Martín Maldonado Kellenberger (16 de septiembre de 1982), conocido por su nombre artístico, Marto, es un rapero cristiano procedente de México, director del sello disquero M2+K Records, y productor musical desde 2010.
En su carrera, ha recibido 5 nominaciones consecutivas a los Premios Arpa en la categoría "Mejor Álbum Urbano del año", siendo ganador de dicho premio dos veces consecutivas (2008 y 2009).

## Biografía
Siendo el hijo mayor de tres hermanos (Martín, Daniela y Andrés), vivió muy de cerca la conversión de sus padres y la posterior asignación como pastores de la iglesia Vida Nueva para El Mundo, (Ángela y Martín Maldonado) en donde siguen como pastores actualmente, sin embargo, su niñez y sobre todo su adolescencia estuvo llena de altibajos, debido a la educación religiosa que recibió, donde se le prohibían muchas cosas, lo que lo llevó al extremo de salirse de su casa. En ese periodo, se casó a escondidas con su actual esposa, Lorena Márquez.

Después de vivir 2 años juntos a escondidas, la pareja atravesó momentos difíciles económicamente, lo cual, aunado a problemas con drogas y tres intentos de suicidio, llevaron a Marto a tratar de desahogarse a través del rap, por lo que componía y escribía rimas en inglés, (debido al tiempo que vivió en el estado de California, donde se empapó del movimiento del hip hop americano), donde se expresaba mayormente en contra de la iglesia, en contra de Dios, desahogando su frustración, amargura y soledad con cada canción. Posteriormente, Marto decidió componer una canción en español, la cual envió como demo a una disquera secular, de lo cual Marto expresa:
La canción estaba cargada de vulgaridades, groserías y patanerías y yo estaba realmente impresionado por lo que había logrado pues era mi primer canción en español y realmente encontré el rimar majaderías bastante fácil. Marto en entrevista, marzo de 2018.
Meses pasaron y Marto llevaba una doble vida colaborando en el estudio de grabación en proyectos de música cristiana y asistiendo a la iglesia, pero fuera de ella componiendo canciones que proyectaban todo lo contrario al cristianismo. En ese tiempo, Marto contó que una reconocida disquera secular lo había llamado para grabar esa canción demo que había enviado, pero al mismo tiempo los directores de SunCastle Records le informaban al rapero que abrirían su discográfica cristiana y le ofrecerían contrato. Con esa encrucijada entre cantar para Dios o para el mundo, Marto vivía de fiesta en fiesta hasta que una noche el exceso de alcohol y drogas le hicieron casi perder la vida. Debido a este evento, Marto decidió junto a su esposa en agradecimiento por su recuperación y una nueva oportunidad de vida, entregar sus vidas por completo a Dios. 
Rechazó la invitación a grabar aquel demo, y aceptó la invitación de SunCastle para componer y producir con el objetivo de llevar el mensaje de salvación y por medio de su mismo testimonio, ayudar a otros a liberarse de adicciones, compromiso personal que asumió desde 2004.

## Carrera musical

### Primeros álbumes (2004-2007)
El primer álbum de Marto llegaría en 2004, titulado Manos Arriba. Seguiría Ya estuvo suave en 2005 y Unidad en Casa en 2006, este último, contaría con la participación de toda su familia como colaboraciones. No me importa padecer por Cristo sería lanzado en 2007. Todas estas producciones fueron nominadas en la categoría Mejor álbum urbano del año en los Premios Arpa, siendo ganador en la edición 2008.

### Sobredosis (2008) y consiguientes álbumes
Su álbum más conocido llegaría en 2008, Sobredosis. Además de otorgarle de manera consecutiva el premio como Mejor Álbum Urbano a Marto, el vídeo musical del sencillo titulado de la misma manera, recibiría gran acogida y sería nominado en la misma gala como Mejor Vídeo Musical. Luego de esto, llegarían Mecánico Hojalatero en 2010, Pelea en 2012, y su primer álbum acústico, La Fogata en 2013. En 2011, estuvo nominado como Mejor artista urbano en los Premios Monster.

### Actualidad
Los últimos álbumes de Marto han resaltado temas controversiales. En 2015, lanzó Tabú Vol. 1, donde habló de temas muy poco tocados en la música cristiana, incluso, música rap en general como las drogas, erotismo, suicidio, anorexia, entre otros. México lindo y Herido llegaría en 2017, siendo un álbum de protesta sobre la situación de su país natal, en colaboración con el rapero RAAN. Para cerrar la década, el mexicano lanzó un álbum titulado Lo que canto en la bañera en 2019, y Parecerme a ti, otro álbum colaborativo, esta vez con Speiro en 2020. En ese mismo año, colaboró con Annette Moreno para la canción «Fachada», y aparecería junto a Ray Alonso y Apóstoles del Rap como representantes del rap cristiano de México en el concierto organizado por Redimi2 titulado «La Resistencia MX».
En 2021, lanzó El Álbum Secreto, por el cual, sería ganador de la categoría Mejor álbum urbano, siendo la tercera vez que recibe esta premiación.

## Discografía

### Álbumes de estudio
- 2004: Manos Arriba
- 2005: Ya Estuvo Suave
- 2006: Unidad En Casa
- 2007: No Me Importa Padecer Por Cristo
- 2008: Sobredosis
- 2010: Mecánico Hojalatero
- 2012: Pelea
- 2013: La Fogata
- 2015: Tabú Vol. 1
- 2017: México lindo y Herido (con RAAN)
- 2019: Lo que canto en la bañera
- 2020: Parecerme a ti (con Speiro)
- 2021: El Álbum Secreto

## Videoclips
- 2006: "Ya estuvo Suave"
- 2007: "No Me Importa Padecer Por Cristo"
- 2008: "El Antes y El Ahora"
- 2009: "Sobredosis"
- 2010: "Unidad En Casa"
- 2011: "Mecánico Hojalatero"
- 2012: "Pelea"
- 2014: "La Fogata"
- 2015: "Censura"

## Premios y reconocimientos

### Premios Arpa
| Año  | Categoría           | Trabajo nominado                 | Resultado | Ref.   |
| ---- | ------------------- | -------------------------------- | --------- | ------ |
| 2005 | Mejor álbum urbano  | Ya Estuvo Suave                  | Nominado  | [ 20 ] |
| 2006 | Mejor álbum urbano  | Unidad en Casa                   | Nominado  | [ 21 ] |
| 2008 | Mejor álbum urbano  | No Me Importa Padecer Por Cristo | Ganador   | [ 22 ] |
| 2009 | Mejor álbum urbano  | Sobredosis                       | Ganador   | [ 23 ] |
| 2009 | Mejor vídeo musical | «Sobredosis»                     | Nominado  | [ 23 ] |
| 2012 | Mejor álbum urbano  | Mecánico Hojalatero              | Nominado  | [ 24 ] |
| 2013 | Mejor álbum urbano  | Pelea                            | Nominado  | [ 25 ] |
| 2022 | Mejor álbum urbano  | El álbum secreto                 | Ganador   | [ 26 ] |